# (17168) 1999 NP3
A (17168) 1999 NP3 a Naprendszer kisbolygóövében található aszteroida. A LINEAR projekt keretében fedezték fel 1999. július 13-án.